# Stefania Craxi
Pour les articles homonymes, voir Craxi.
Stefania Gabriella Anastasia Craxi (née le 25 octobre 1960 à Milan) est une personnalité politique italienne, secrétaire d'État aux Affaires étrangères dans le gouvernement Silvio Berlusconi IV entre le 12 mai 2008 et le 16 novembre 2011.

## Biographie
Stefania Craxi est la fille de Bettino Craxi et la sœur de Bobo Craxi. Elle est mariée avec Marco Bassetti, président de Endemol Italie. Elle a été élue députée des XVe et XVIe législatures. Après avoir été membre du Parti socialiste italien, elle est membre de Forza Italia et du Peuple de la liberté avant de fonder, en novembre 2011, les Réformistes italiens, dont elle est présidente.